# Chiquimula megye
Chiquimula Guatemala egyik megyéje. Az ország délkeleti részén terül el. Székhelye Chiquimula.

## Földrajz
Az ország délkeleti részén elterülő megye északon Zacapa megyével, keleten Hondurasszal, délen egy rövid szakaszon Salvadorral, délnyugaton Jutiapa, nyugaton pedig Jalapa megyével határos.

## Népesség
Ahogy egész Guatemalában, a népesség növekedése Chiquimula megyében is gyors. A változásokat szemlélteti az alábbi táblázat:
| Év             | Lakosság |
| -------------- | -------- |
| 1981           | 168 863  |
| 1994           | 230 767  |
| 2002           | 302 485  |
| 2014 (becsült) | 397 202  |

### Nyelvek
A megyében szinte csak a spanyol nyelvet használják. 2011-ben a lakosság 0,1%-a beszélte a kekcsi nyelvet, míg 7%-a ritka indián nyelveken beszélt.

## Képek

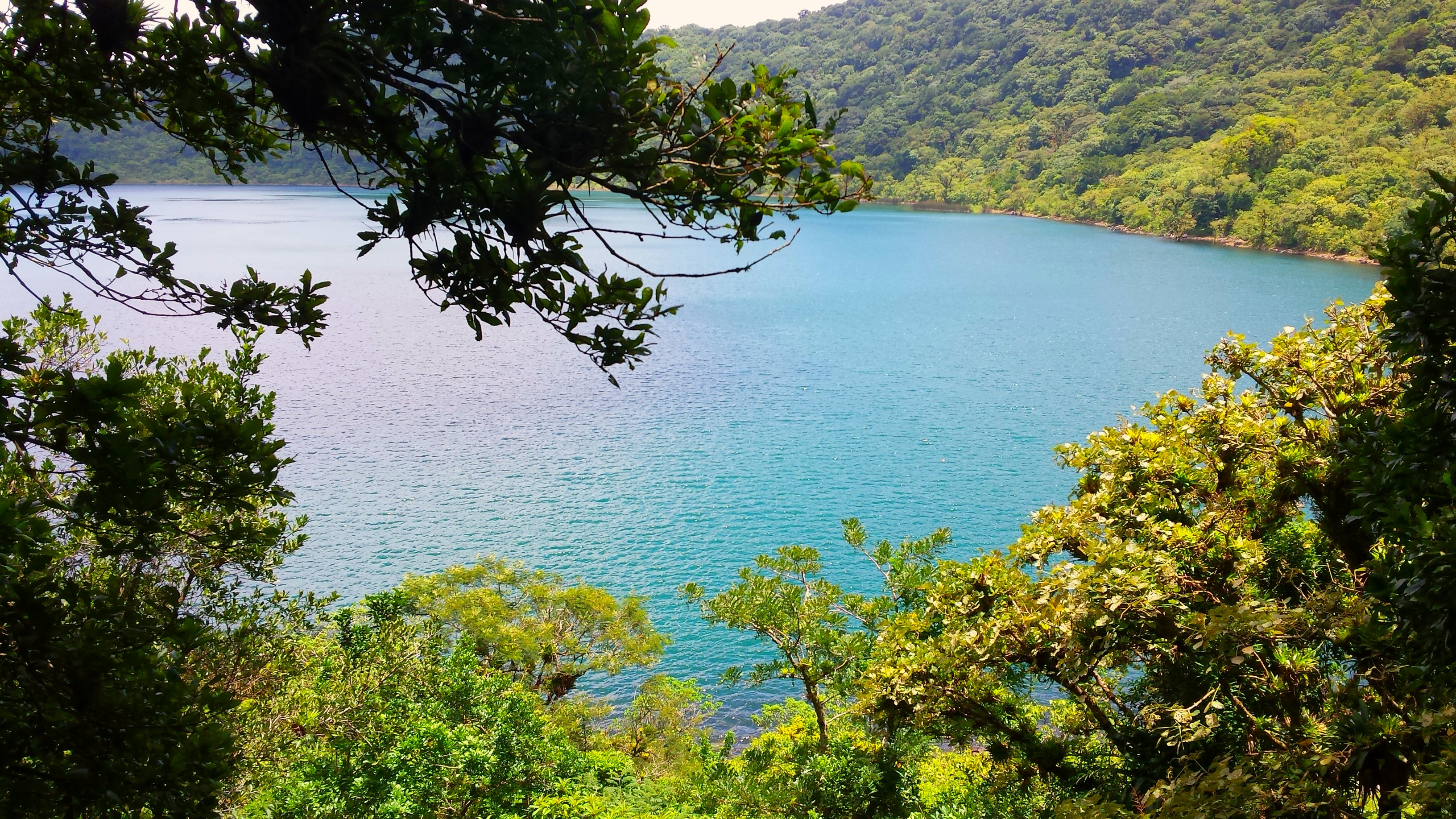
Az Ipala vulkán krátertava
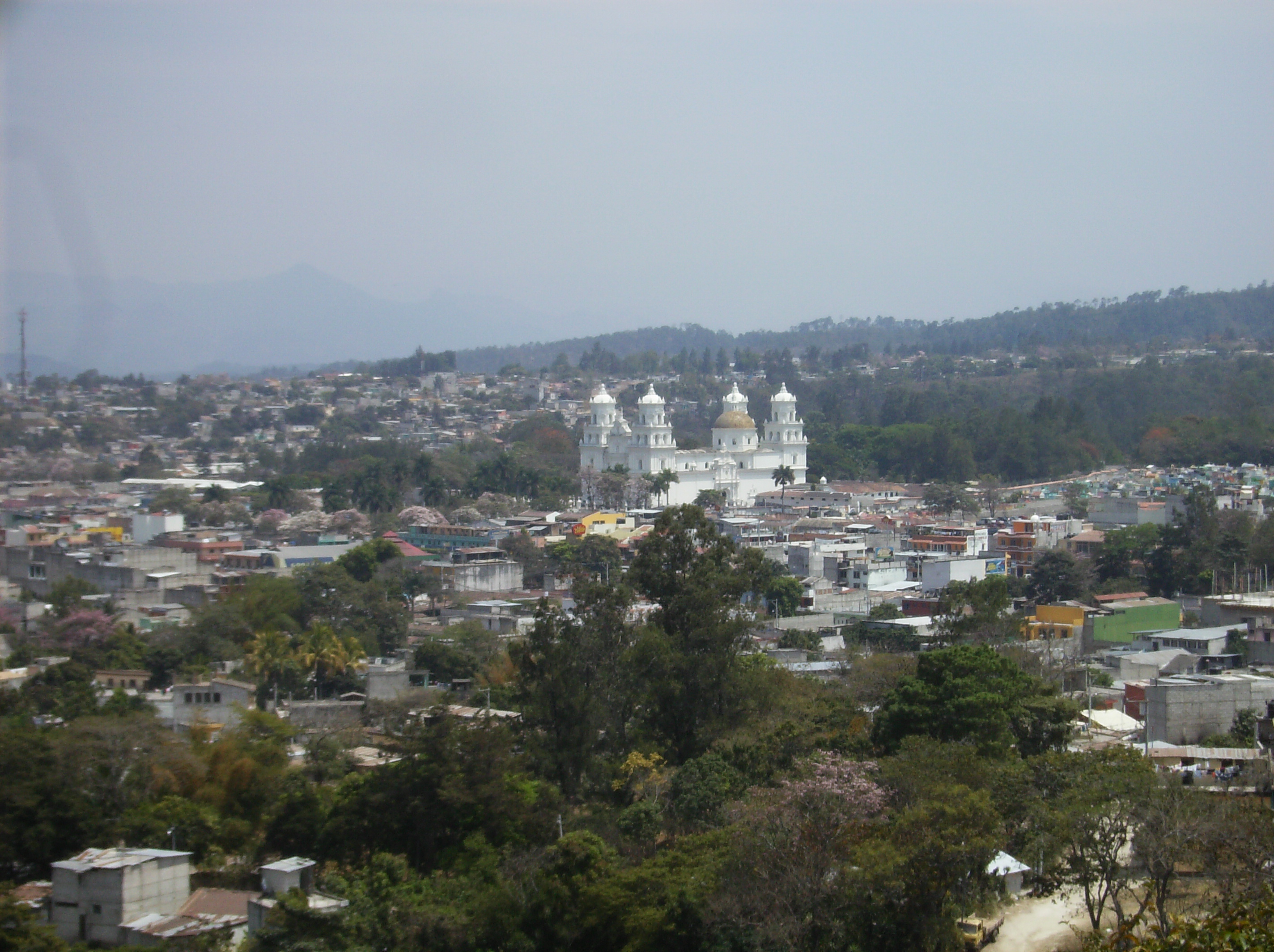
Esquipulas város látképe
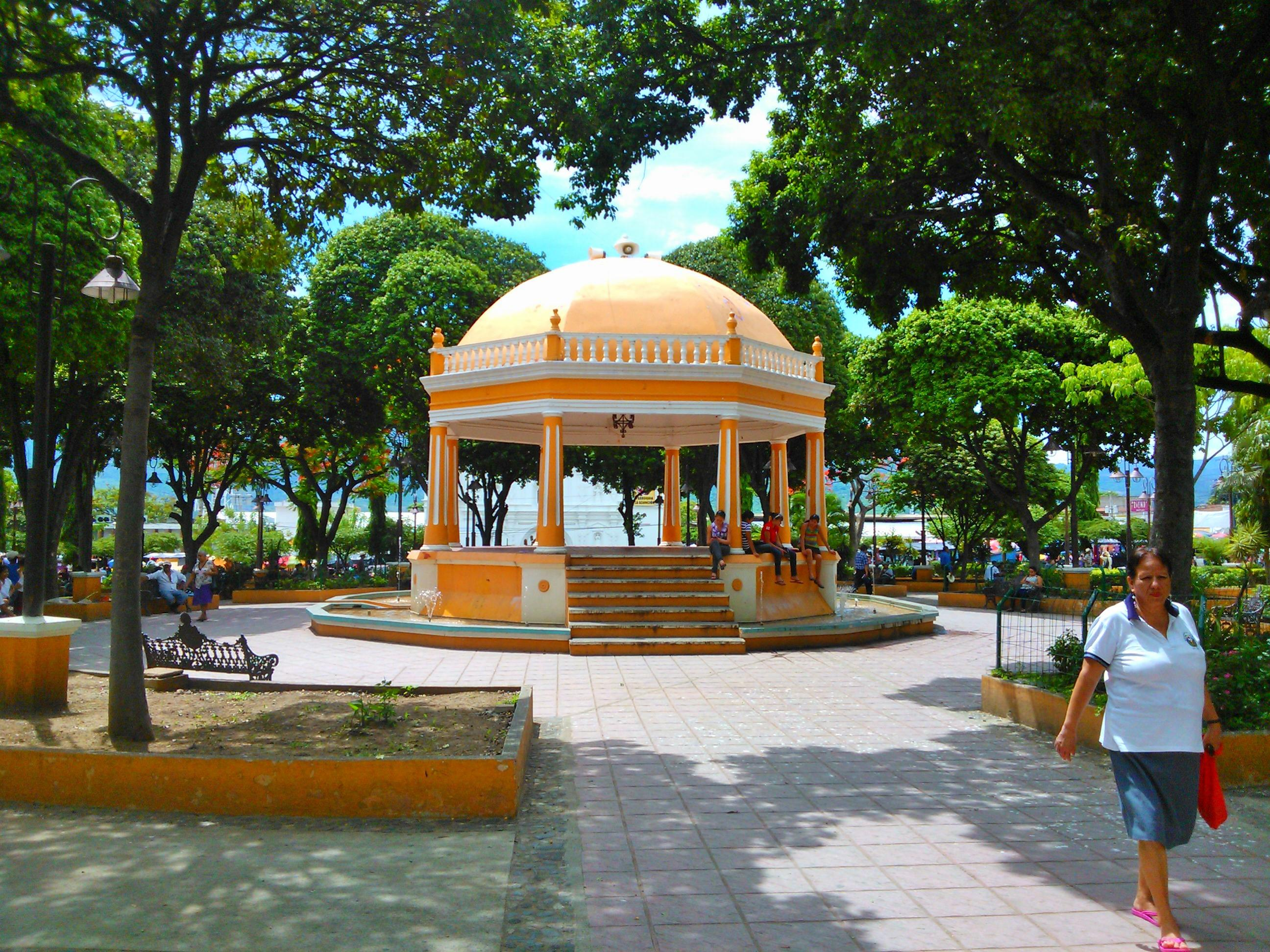
Az Ismael Cerna park
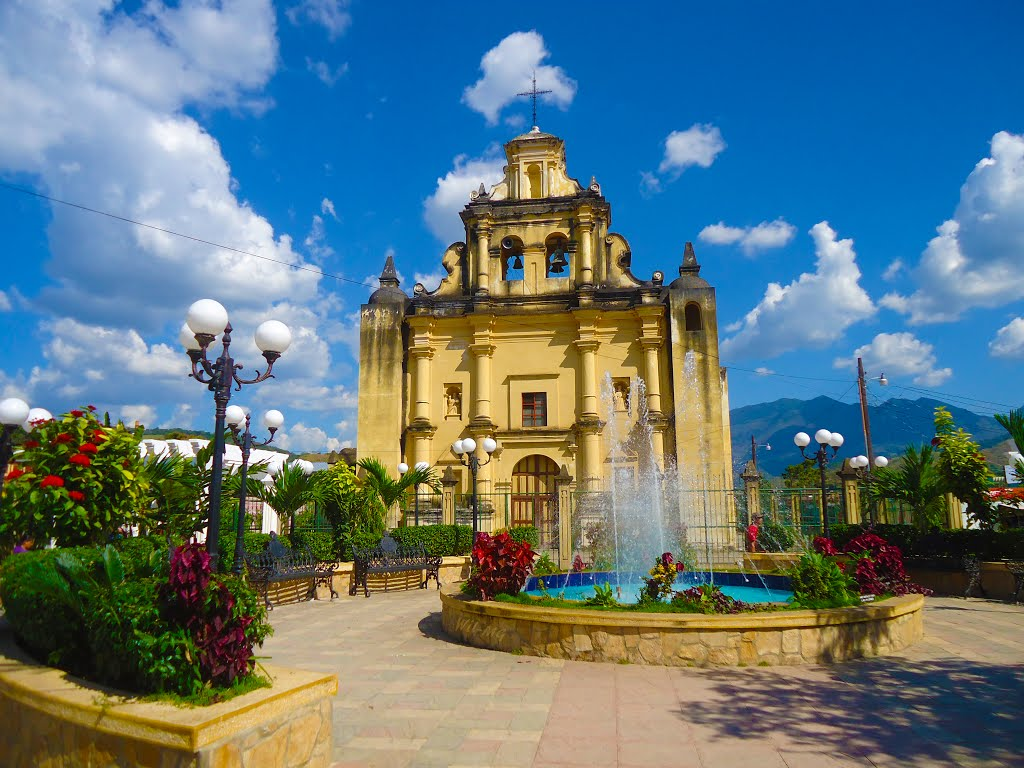
A jocotáni templom